# Lázarosz Hrisztodulópulosz
Lázarosz Hrisztodulópulosz (görögül: Λάζαρος Χριστοδουλόπουλος) (Szaloniki, 1986. december 19. –) görög válogatott labdarúgó, az Anórthoszi Ammohósztu játékosa. Posztját tekintve középső középpályás.

## Sikerei, díjai
- Panathinaikósz
  - Görög bajnok: 2009–10
  - Görög kupagyőztes: 2010

- AÉK
  - Görög bajnok: 2017–18

- Olimbiakósz
  - Görög bajnok: 2019–20
  - Görög kupagyőztes: 2020

## Külső hivatkozások
- Lázarosz Hrisztodulópulosz a national-football-teams.com honlapján
- Lázarosz Hrisztodulópulosz adatlapja a Soccerway oldalon (angolul)